# Quadracythere regalia
Quadracythere regalia är en kräftdjursart som beskrevs av Benson 1959. Quadracythere regalia ingår i släktet Quadracythere och familjen Trachyleberididae. Inga underarter finns listade i Catalogue of Life.